# Sporormiella cylindrospora
Sporormiella cylindrospora är en svampart som beskrevs av S.I. Ahmed & Cain 1972. Sporormiella cylindrospora ingår i släktet Sporormiella och familjen Sporormiaceae.   Inga underarter finns listade i Catalogue of Life.